# Tianqi Lithium
Tianqi Lithium Corporation («Тяньци Литиум Корпорэйшн») — китайская горнодобывающая, химическая и металлургическая компания, один из крупнейших в мире производителей лития. Штаб-квартира расположена в Чэнду (Сычуань). Контрольный пакет акций Tianqi Lithium принадлежит Цзяну Вэйпину, который входит в число богатейших людей страны.

## История
В 1992 году в Шэхуне был построен завод по производству карбоната лития Shehong Lithium. В 2000 году Цзян Вэйпин основал компанию Tianqi Lithium, которая в 2004 году приобрела Shehong Lithium. В 2010 году Tianqi Lithium была зарегистрирована на Шэньчжэньской фондовой бирже. В 2012 году началась разработка месторождения сподумена в уезде Яцзян. В мае 2014 года Tianqi Lithium приобрела 51 % акций австралийской компании Talison Lithium, которая владела литиевым рудником Гринбушес в штате Западная Австралия (остальными 49 % акций владеет американская Albemarle Corporation).
В августе 2014 года Tianqi Lithium приобрела 20 % акций компании Shigatse Zhabuye, которая добывала литий в озере Чабьер-Цака (Шигадзе); в апреле 2015 года приобрела завод по производству карбоната лития в Чжанцзягане (Цзянсу); в августе 2016 года начала строительство завода по производству гидроксида лития в Куинане (введён в эксплуатацию в декабре 2018 года); в феврале 2017 года открыла завод по производству металлического лития в Чунцине.
В декабре 2018 года Tianqi Lithium приобрела у канадской группы Nutrien за 4,066 млрд долларов 23,77 % акций чилийской химической компании Sociedad Química y Minera (один из крупнейших в мире производителей лития, йода и удобрений). По состоянию на конец 2018 года компания контролировала более 46 % производства литиевой продукции в мире.
В апреле 2019 года Tianqi Lithium достигла соглашения с Pampa Group, ключевым акционером Sociedad Química y Minera, и вошла в управление SQM. В июле 2021 года Tianqi Lithium завершила создание СП с компанией IGO. В июле 2022 года в ходе размещения акций на Гонконгской фондовой бирже Tianqi Lithium привлекла 1,7 млрд долларов.

## Деятельность
Основными сырьевыми источниками лития являются рудники в Австралии (Гринбушес), Чили (Салар-де-Атакама) и Китае (Яцзян). 
Tianqi Lithium производит литиевые концентраты (химический и технический) и литиевые соединения (карбонат лития, гидроксид лития, хлорид лития и металлический литий). Заводы по производству литиевой продукции расположены в городах Суйнин (Шэхун и Аньцзюй), Сучжоу (Чжанцзяган), Чунцин (Тунлян) и Куинана. Основными потребителями продукции компании являются производители аккумуляторов для электромобилей, мобильных телефонов, планшетов и ноутбуков, а также производители керамики, стекла, сплавов, синтетического каучука, фармацевтики и электроники.
По итогам 2022 года основные продажи Tianqi Lithium пришлись на литиевые соединения (61,8 %) и литиевый концентрат (38,2 %). На материковый Китай пришлось 83,8 % продаж компании, на зарубежные рынки — 16,2 %.

## Акционеры
Основными акционерами Tianqi Lithium являются Цзян Вэйпин (28,2 %), Чжан Цзин (4,65 %), E Fund Management (3,13 %), China Southern Asset Management (1,7 %), HSBC Jintrust Fund Management (1,58 %), UBS SDIC Fund Management (1,53 %), China Universal Asset Management (1,32 %), Yinhua Fund Management (1,25 %), GF Fund Management (1,22 %), Cinda Fund Management (1,11 %). 